# 9 Dywizja Piechoty (Cesarstwo Niemieckie)
9 Dywizja (9. Division (Deutsches Kaiserreich)) – niemiecki związek taktyczny okresu Cesarstwa Niemieckiego, stacjonujący w Głogowie (niem. Glogau). Istniała w latach 1818–1919 a jej dowódcami  byli między innymi gen. Karl von Grolman oraz gen. Hermann von Eichhorn (1901–1904).
9 Dywizja wchodziła w skład V Korpusu Armijnego.

## Skład dywizji
Skład od 2 VIII 1914 do 20 IX 1915:
- 17 Brygada Piechoty - (17. Infanterie-Brigade) w Głogowie
  - 19 Pułk Piechoty im. von Courbière’a (2 Poznański) - (Infanterie-Regiment von Courbière (2. Posensches) Nr. 19) w Zgorzelcu (Görlitz) i Lubaniu (Lauban)
  - 58 Pułk Piechoty (3 Poznański) - (3. Posensches Infanterie-Regiment Nr. 58) w Głogowie i Wschowie (Fraustadt)
- 18 Brygada Piechoty - (18. Infanterie-Brigade) w Legnicy (Liegnitz)
  - 7 Pułk Grenadierów im. Króla Wilhelma I (2 Zachodniopruski) - (Grenadier-Regiment König Wilhelm I. (2. Westpreußisches) Nr. 7) w Legnicy
  - 154 pułk piechoty (5 Dolnośląski) - (5. Niederschlesisches Infanterie-Regiment Nr. 154) w Jaworze (Jauer) i Strzegomiu (Striegau)
- 9 Brygada Kawalerii - (9. Kavallerie-Brigade) w Głogowie
  - 4 Pułk Dragonów im. von Bredowa (1 Śląski) - (Dragoner-Regiment von Bredow 1. Schlesisches Nr. 4) w Lubinie
  - Królewski Pruski Pułk Ułanów Księcia Augusta Wirtemberskiego (Poznański) Nr 10 w  Sulechowie (Züllichau)
- 9 Brygada Artylerii Polowej - (9. Feldartillerie-Brigade) w Głogowie
  - 5 pułk artylerii polowej im. von Podbielskiego (1 Dolnośląski) - (Feldartillerie-Regiment von Podbielski (1. Niederschlesisches) Nr. 5), Szprotawa i Żagań
  - 41 pułk artylerii polowej (2 Dolnośląski) - (2. Niederschlesisches Feldartillerie-Regiment Nr. 41), Głogów

## Działania zbrojne

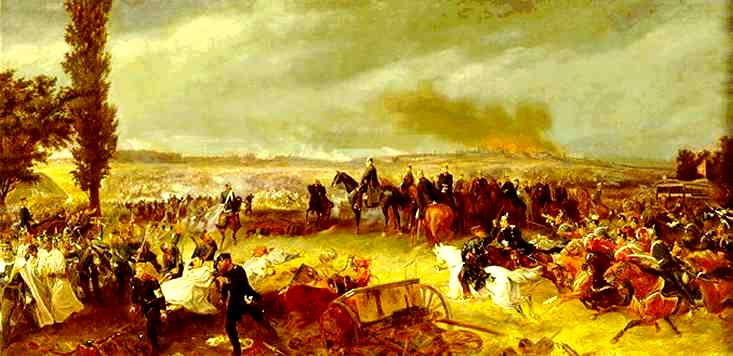
Bitwa pod Sadową, 1866

- wojna prusko-austriacka (tzw. wojna siedmiotygodniowa), 1866:
  - bitwa pod Sadową 3 lipca 1866.
- wojna francusko-pruska, 1870–1871:
  - bitwa pod Wissembourgiem, 4 sierpnia 1870),
  - bitwa pod Froeschwiller (1870), 6 sierpnia 1870,
  - bitwa pod Sedanem, 1 września 1870)
  - decydujące zwycięstwo pod Paryżem.
- I wojna światowa:
  - bitwa pod Verdun, 21 lutego–20 grudnia 1916
  - II bitwa nad Marną, 15 lipca–6 sierpnia 1918